# BitlBee
Bitlbee är en IRC-gateway för instant messaging licensierad under GPL och är därmed fri mjukvara. Programmet kommunicerar med användaren genom IRC medan det interagerar med populära chatnätverk såsom AIM, ICQ (båda via OSCAR), Windows Live Messenger, Yahoo! Messenger, XMPP och Twitter (som förvisso inte är ett chatnätverk). Användarens kontakter visas på så sätt som vanliga användare på ett IRC-nätverk. För användare som inte kan eller vill installera programmet själva men ändå vill använda gränssnittet finns också servrar som får användas av allmänheten listade på bitlbee.org/main.php/servers.html.